# Джанібеков Узбекалі Джанібекович
Узбекалі Джанібекович Джанібеков (28 серпня 1931, аул Овцевод/Сарикамис, тепер Отирарського району Туркестанської області, Казахстан — 22 лютого 1998, місто Алмати, Казахстан) — радянський і казахський діяч, секретар ЦК КП Казахстану, міністр культури Казахської РСР, 1-й секретар ЦК ЛКСМ Казахстану. Депутат Верховної ради Казахської РСР 8—12-го скликань. Кандидат історичних наук (1991).

## Життєпис
Народився в селянській родині. Походив із роду жаманбай племені конират.
У 1952 році закінчив Казахський державний педагогічний інститут імені Абая, здобув спеціальність вчителя історії середньої школи.
З 1952 по 1954 рік працював учителем, з 1954 по 1955 рік — завідувачем навчальної частини середньої школи «Ленін жоли» села Абай Келеського району Південно-Казахстанської області.
Член КПРС з 1954 року.
У 1955 році — штатний пропагандист Келеського районного комітету КП Казахстану.
У 1955—1956 роках — 1-й секретар Келеського районного комітету ЛКСМ Казахстану Південно-Казахстанської області.
У 1956—1959 роках — секретар Південно-Казахстанського обласного комітету ЛКСМ Казахстану.
У грудні 1959 — жовтні 1961 року — 1-й секретар Південно-Казахстанського обласного комітету ЛКСМ Казахстану.
У вересні 1961 — березні 1962 року — секретар ЦК ЛКСМ Казахстану і завідувач віділу із пропаганди і агітації.
У березні 1962 — грудні 1970 року — 1-й секретар ЦК ЛКСМ Казахстану.
У грудні 1970 — 1971 року — член Організаційного бюро ЦК КП Казахстану по Тургайській області. У 1971—1975 роках — секретар Тургайського обласного комітету КП Казахстану.
У 1975—1977 роках — завідувач відділу зарубіжних зв'язків ЦК КП Казахстану.
З 1977 по 1984 працював заступником міністра культури Казахської РСР.
У 1984—1987 роках — заступник голови виконавчого комітету Алма-Атинської обласної ради народних депутатів.
У 1987 — лютому 1988 року — міністр культури Казахської РСР.
9 лютого 1988 — вересень 1991 року — секретар ЦК КП Казахстану та голова комісії ЦК КП Казахстану з питань ідеології.
У 1991 році захистив дисертацію на здобуття наукового ступеня кандидата історичних наук. Дослідження на тему «Проблеми традиційного мистецтва казахів в історико-етнографічному аспекті» було виконано в Новосибірському інституті археології та етнографії Сибірського відділення АН СРСР.
З 1991 року — на пенсії. На початку 1990-х років під керівництвом Узбекалі Джанібекова було створено товариство «Аркас», головним завданням якого було забезпечення збереження та відновлення пам'яток історії та культури на території Казахстану. За участю Узбекалі Джанібекова було видано твори лідерів Алаш-Орди, заборонених у СРСР: Ахмета Байтурсинова, Магжана Жумабаєва, Шакаріма Кудайбердієва.
Узбекалі Джанібеков був автором таких книг, як «Қазақтың ұлттық қол өнері» (1982), «Жаңғырық» (1991), «Уақыт керуені» (1992), «Жолайрықта» (1996), «Қазақ киімі» (1996), «Ежелгі Отырар» (1997), «Тағдыр тағылымы».
Помер 22 (за іншими даними — 24) лютого 1998 року в місті Алмати.

## Нагороди
- три ордени Трудового Червоного Прапора
- медалі